# Padilla manjelatra
Padilla manjelatra là một loài nhện trong họ Salticidae.
Loài này thuộc chi Padilla. Padilla manjelatra được Daniela Andriamalala miêu tả năm 2007.